# 讀賣報知
『讀賣報知』（よみうりほうち）は、第二次世界大戦（1941年 - 1945年）中の新聞統制により、東京で発行されていた一般紙の讀賣新聞と報知新聞が一時合併して発行された日本の日刊新聞である。

## 歴史
1942年（昭和17年）8月6日、読売新聞社（現：読売新聞東京本社）は報知新聞社（旧法人）を新聞統制で吸収合併した。明治初期から親しまれていた両紙の題字は「讀賣報知」に改題され、読売側が新聞の編集・発行を手掛けた。紙齢（創刊からの号数・バックナンバー）は1874年（明治7年）創刊の読売側のもの引き継いだ。
1945年（昭和20年）5月25日の第3次東京大空襲（山手大空襲）で、京橋区銀座西の読売新聞社本社は激しく被災。近くの麹町区有楽町にありながら難を逃れた朝日新聞東京本社の工場を使って、『共同新聞』を発行した。読売新聞社本社はその後も暫く、有楽町の現在読売会館が建っている場所にあった別館（旧報知新聞社本社）に移転。朝日新聞への委託印刷も継続された。
終戦後の1946年（昭和21年）5月1日に読売報知は3年8ヶ月振りに題号を『讀賣新聞』に復題。戦後の読売は、それまでの東日本を対象としたブロック紙から全国紙へと発展し、平成初期には発行部数1,000万部を超える世界最大の新聞メディアに成長した。

一方の報知側は同じく1946年（昭和21年）、旧法人の有志によって新法人を設立して『新報知』の題号で復刊する。1948年（昭和23年）に題号を『報知新聞』とするが、経営悪化により読売の傘下に入り、読売系スポーツ紙として再出発して現在の『スポーツ報知』となる。なお、東京・大阪で発行するスポーツ報知の紙齢は1872年（明治5年）に『郵便報知新聞』として創刊されたものからのものを（讀賣報知に統合された期間は休刊扱いとして）換算している。